# Take Back the Night
Pour l’article homonyme, voir Take Back the Night (organisation).
Singles de Justin Timberlake
Holy Grail
(2013)
Take Back the Night est une chanson du chanteur pop américain Justin Timberlake, 1er single issu de son quatrième album studio, The 20/20 Experience: 2 of 2.

## Sortie
Le 10 juillet 2013, Justin Timberlake poste une vidéo de 45 secondes sur sa chaine YouTube. Il y dévoile la version complète de la chanson deux jours plus tard. Le même jour, la chanson est offerte en téléchargement pour toute précommande de l'album The 20/20 Experience: 2 of 2 sur iTunes Store.

## Clip
Le clip a été tourné le 18 juillet 2013 à New York et réalisé par Jeff Nicholas, Darren Craig et Jonathan Craven. On y voit le chanteur déambuler dans Chinatown ou conduire la nuit au volant d'une vieille voiture américaine.

## Controverse
Peu de temps après la sortie du titre, la fondation Take Back the Night, qui lutte contre le viol et les agressions sexuelles par l'action directe, pointe du doigt les similitudes avec le titre de la chanson et ses paroles qui contiennent de nombreuses allusions sexuelles. Le chanteur se défend ensuite de ne pas connaitre cette association mais ajoute qu'il est particulièrement concerné par la violence contre les femmes. Aucune poursuite n'est alors engagée contre le chanteur.

## Classement hebdomadaire
| Classement (2013)               | Meilleure position |
| ------------------------------- | ------------------ |
| Allemagne (Media Control AG)    | 52                 |
| Australie (ARIA)                | 57                 |
| Belgique (Flandre Ultratip 100) | 25                 |
| Canada (Hot 100)                | 31                 |
| Danemark (Tracklisten)          | 38                 |
| Écosse (OCC)                    | 37                 |
| États-Unis (Hot 100)            | 33                 |
| États-Unis (R&B/Hip-Hop Songs)  | 8                  |
| États-Unis (Pop Airplay)        | 18                 |
| France (SNEP)                   | 85                 |
| Irlande (IRMA)                  | 49                 |
| Pays-Bas (Single Top 100)       | 40                 |
| Royaume-Uni (UK Singles Chart)  | 29                 |
| Suisse (Schweizer Hitparade)    | 71                 |